# Androsace villosa
Androsace villosa är en viveväxtart. Androsace villosa ingår i släktet grusvivor, och familjen viveväxter.

## Underarter
Arten delas in i följande underarter:
- A. v. koso-poljanskii
- A. v. taurica
- A. v. villosa
- A. v. dasyphylla

## Bildgalleri

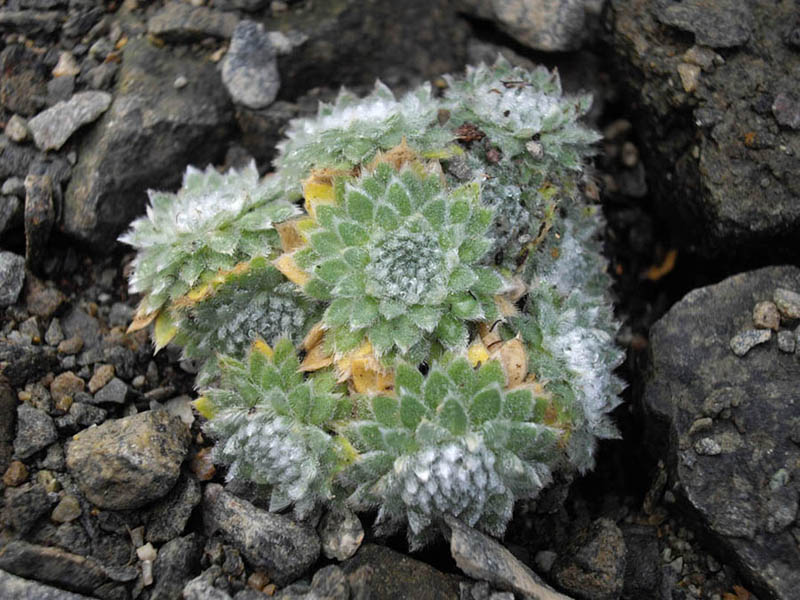
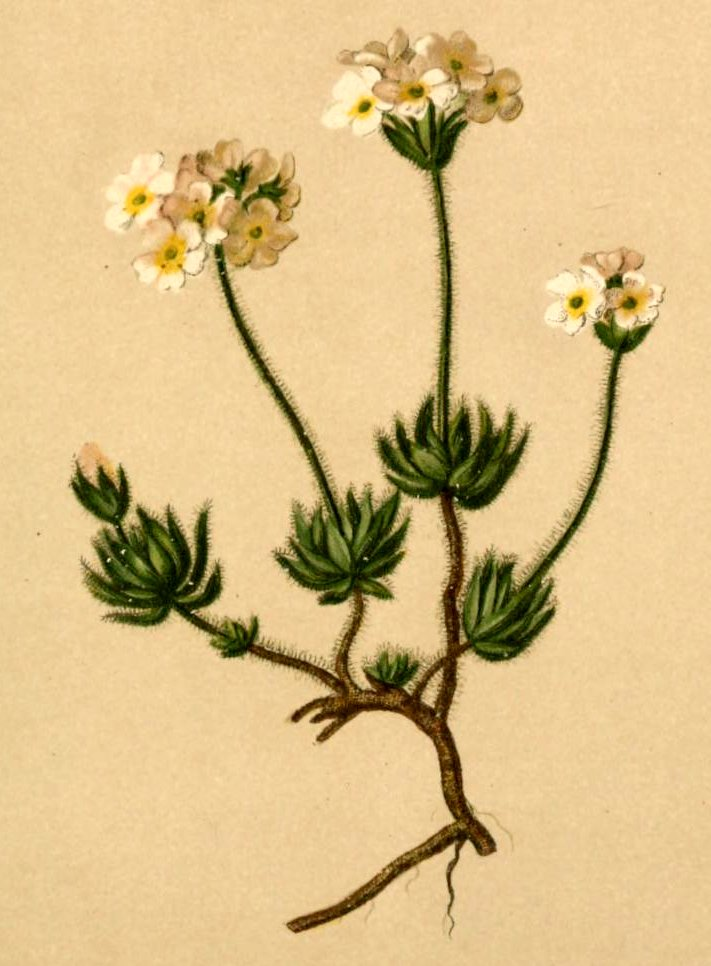
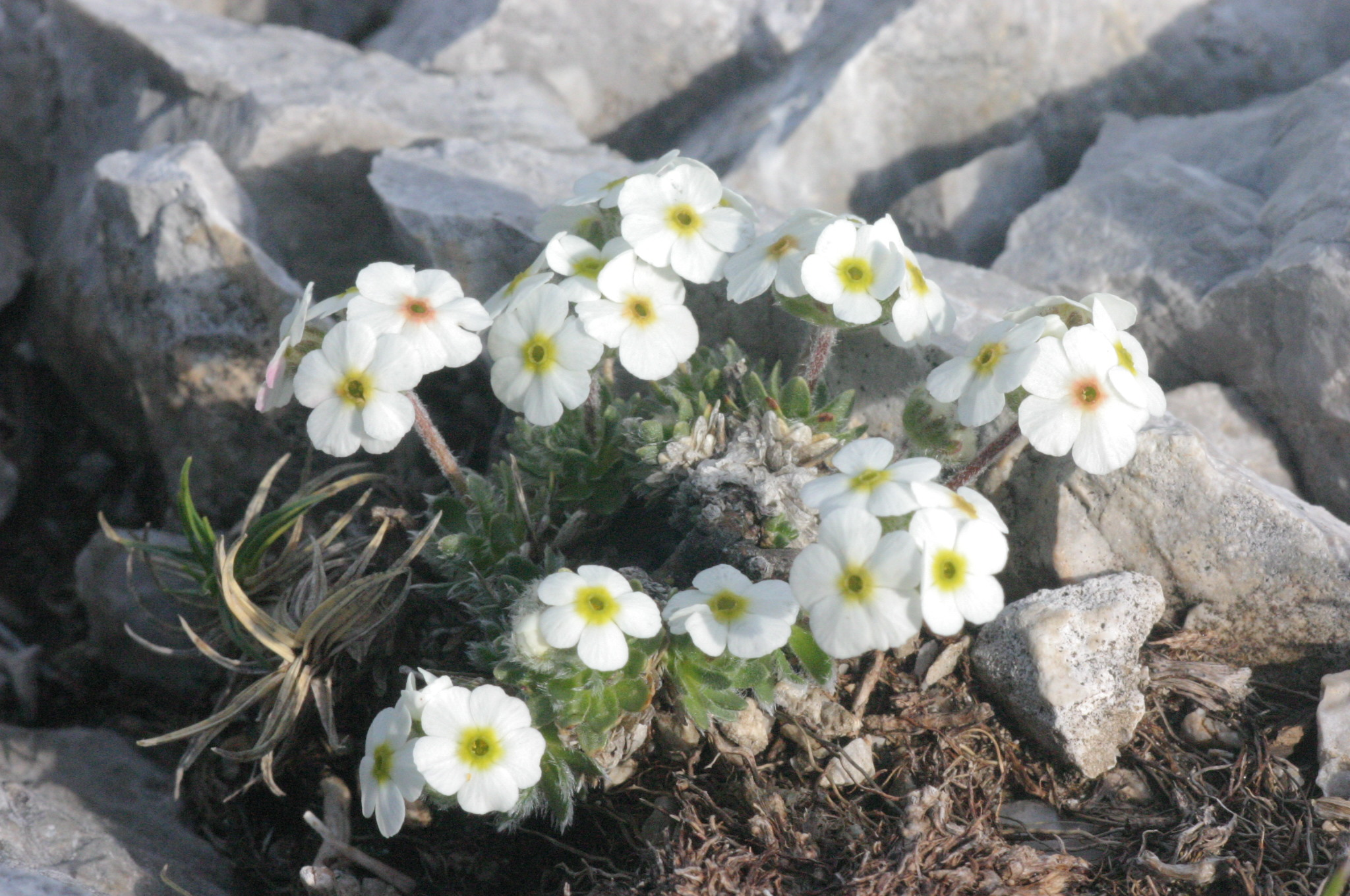
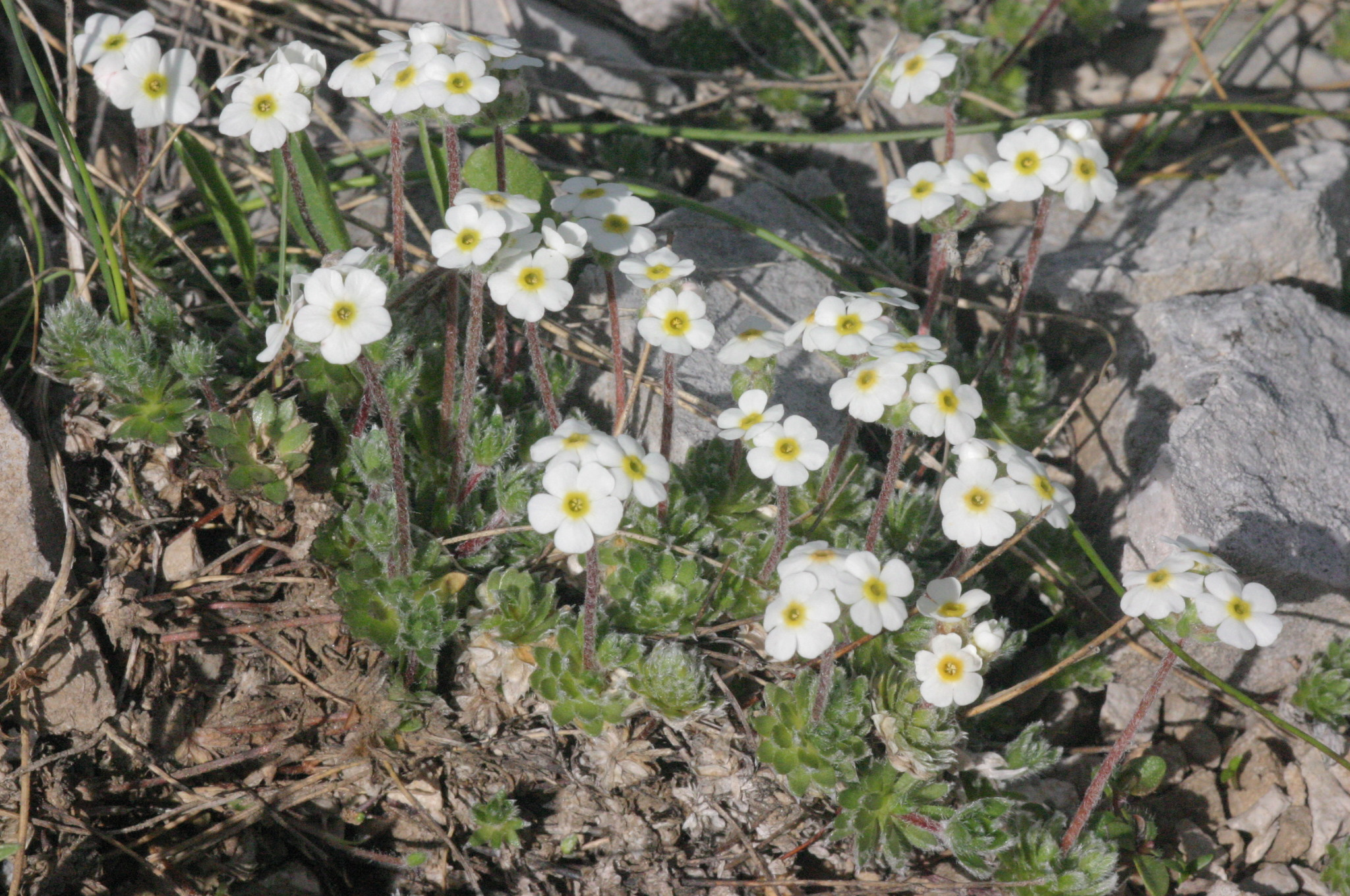
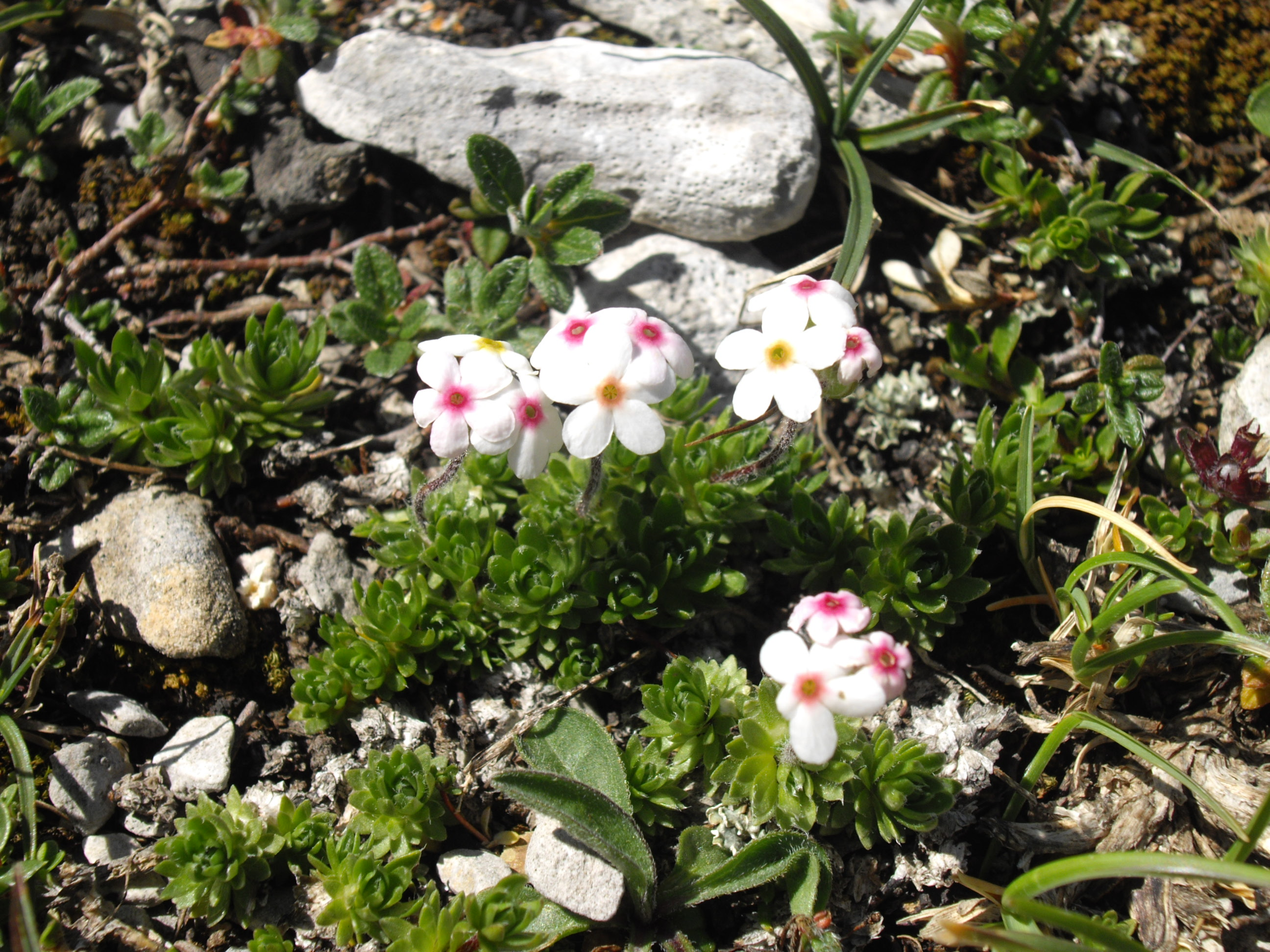
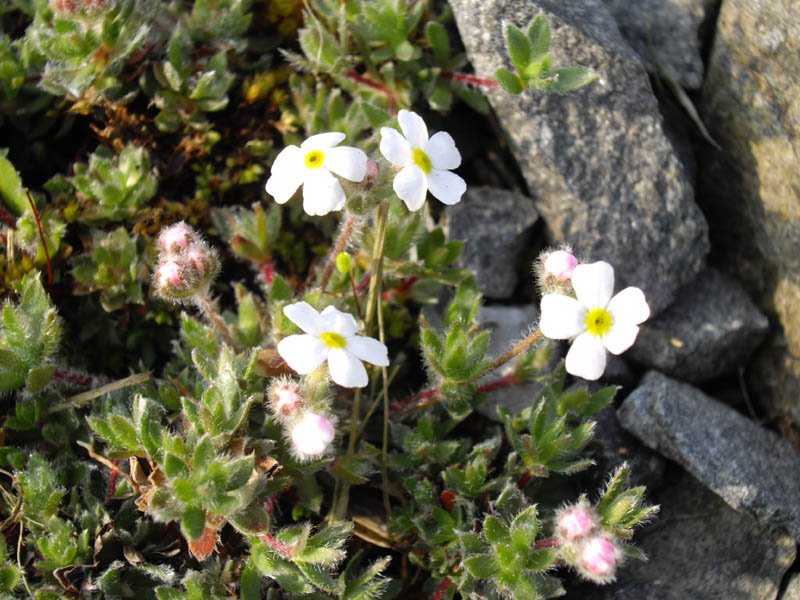